# Mario Raffaelli
Mario Raffaelli (Trento, 15 maggio 1946) è un politico italiano, deputato del Partito Socialista Italiano dal 1979 al 1994 e più volte sottosegretario.

## Biografia
Nato a Trento nel 1946, è stato deputato nella VIII, IX, X e XI legislatura (1979 - 1994).
Fra il 1982 e il 1983 è stato Sottosegretario alla Sanità del Governo Fanfani V.
Fra il 1983 e il 1989 è stato Sottosegretario agli Affari Esteri dei governi Craxi I e II, Goria e De Mita.
Fra il 1990 e il 1992 ha rappresentato il governo italiano nelle trattative che hanno portato agli Accordi di pace di Roma fra governo del Mozambico e Resistência Nacional Moçambicana. Tra gli altri incarichi, si conta anche quello di presidente della Conferenza di pace per il Nagorno-Karabakh (1992 - 1993), la regione caucasica oggetto di contesa tra Armenia e Azerbaigian. Dal 2003 al 2008 è stato inviato speciale del Governo per il Corno d'Africa.
Dal 2010 al 2020 è stato presidente della sezione italiana dell'organizzazione non governativa internazionale AMREF.
Nel 2019 si iscrive ad Azione, diventando responsabile tematico per la politica estera e membro della Direzione Nazionale del partito. Nel 2022, viene eletto segretario provinciale del partito per la provincia autonoma di Trento; nel maggio del 2024, in occasione delle elezioni europee, viene candidato da Azione nella circoscrizione nord-orientale in quinta posizione. Con circa 5.700 preferenze si piazza sesto e la lista non supera la soglia di sbarramento.

## Incarichi governativi
- Sottosegretario alla Sanità del Governo Fanfani V (7 dicembre 1982 - 4 agosto 1983)
- Sottosegretario agli Affari Esteri del Governo Craxi I (9 agosto 1983 - 1º agosto 1986)
- Sottosegretario agli Affari Esteri del Governo Craxi II (4 agosto 1986 - 17 aprile 1987)
- Sottosegretario agli Affari Esteri del Governo Goria (30 luglio 1987 - 13 aprile 1988)
- Sottosegretario agli Affari Esteri del Governo De Mita (15 aprile 1988 - 22 luglio 1989)